# Región de Västra Götaland

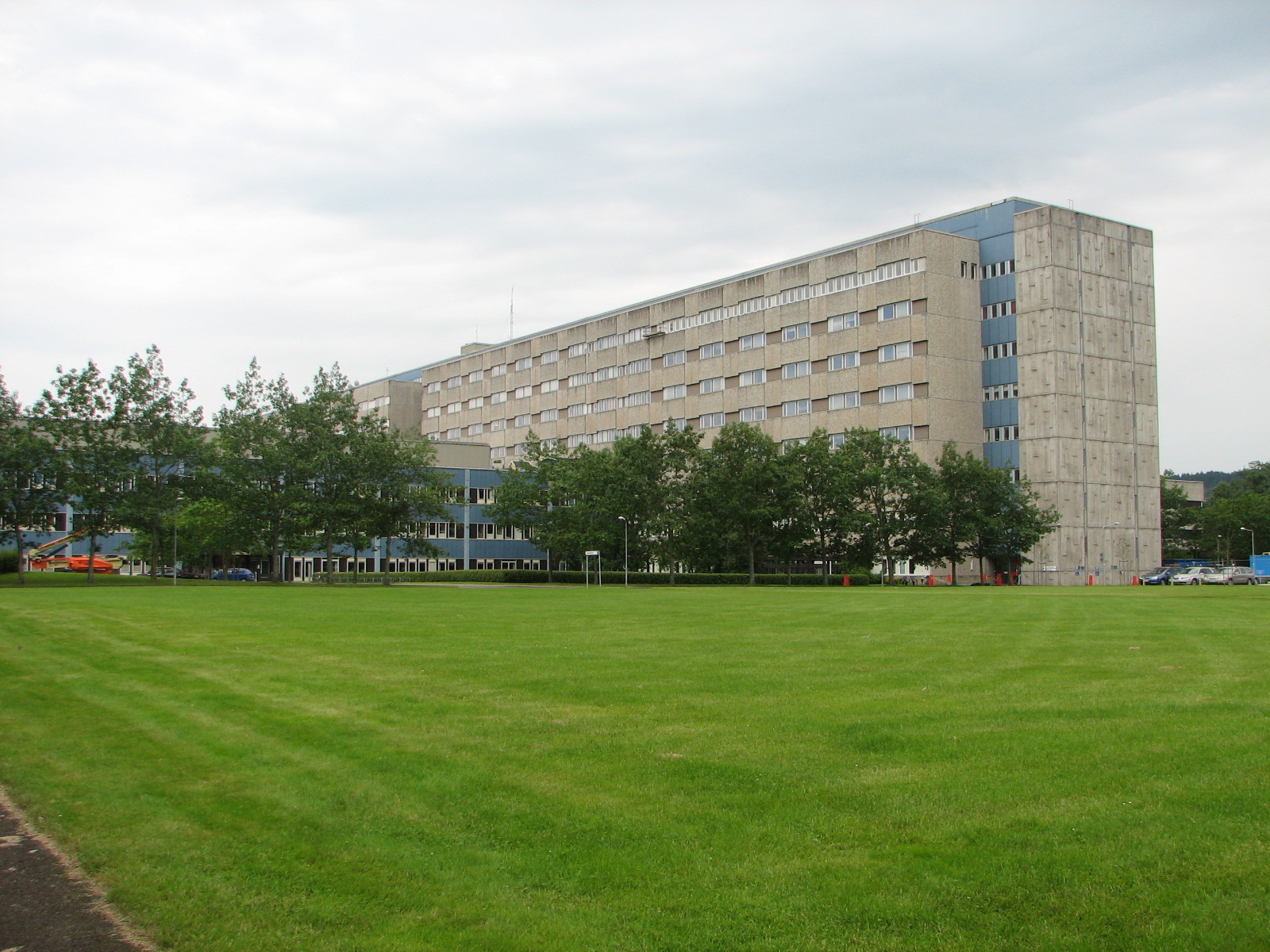
Hospital de Skaraborg en Skövde

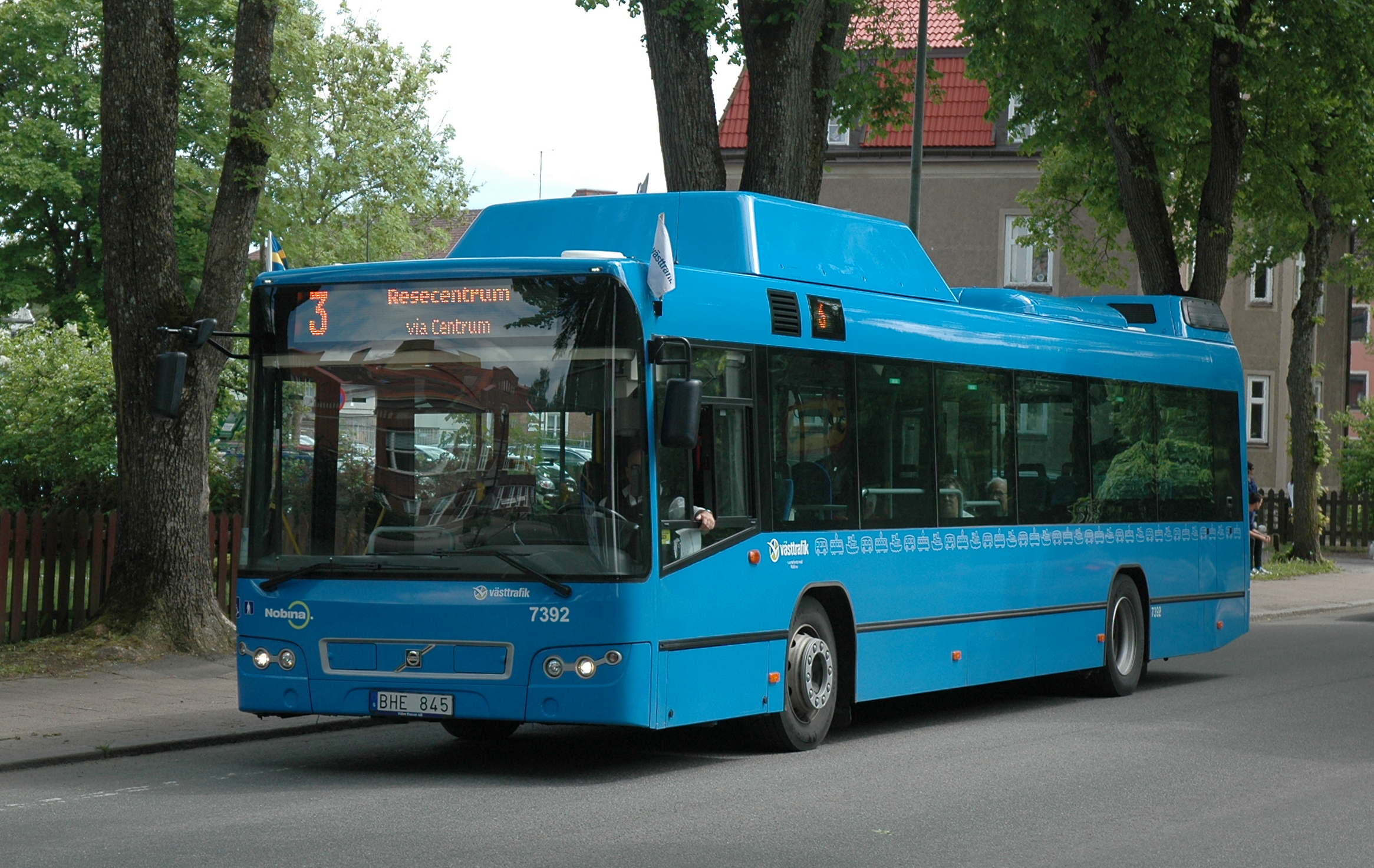
Transportes colectivos regionales en Falköping

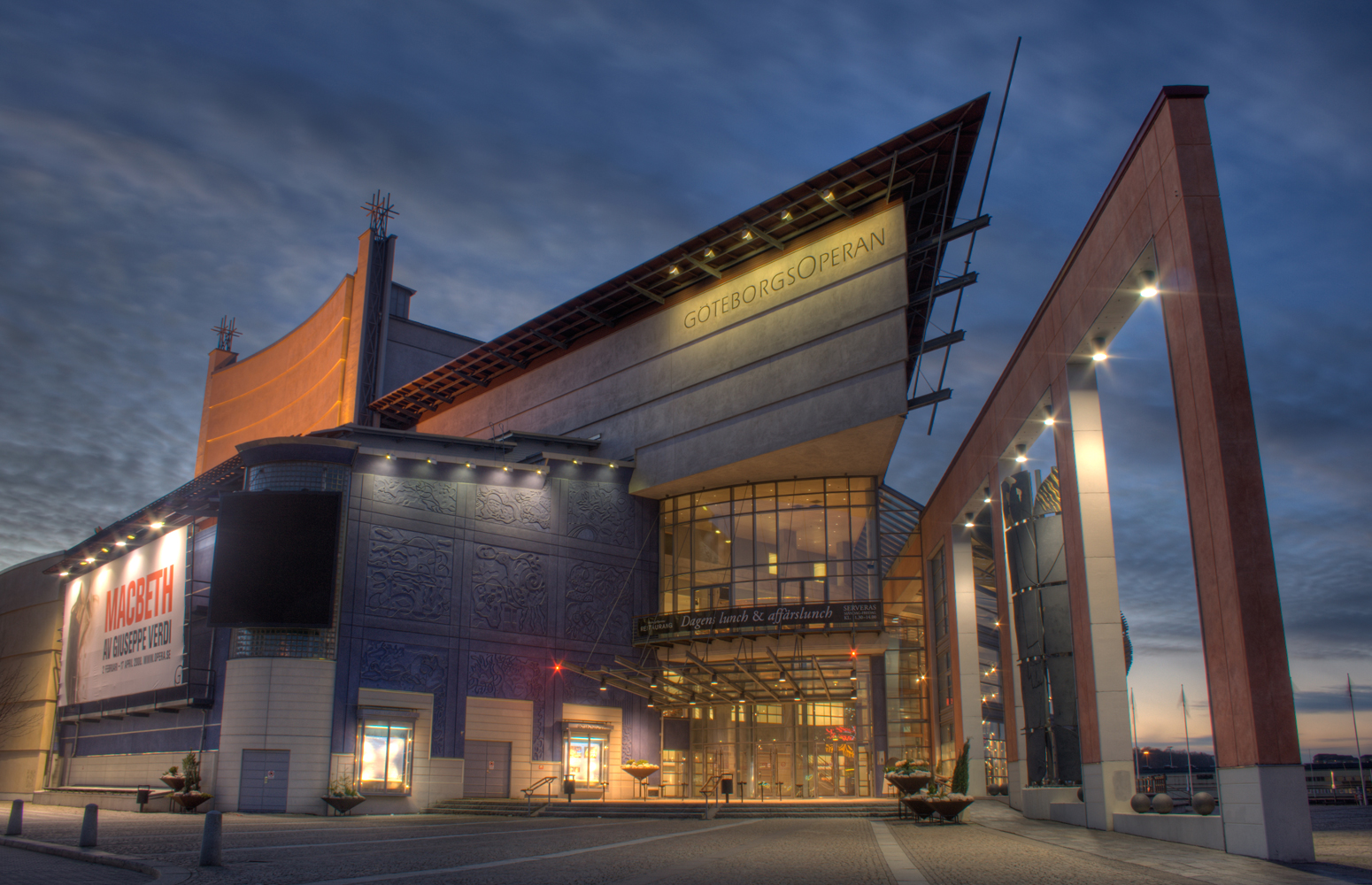
Ópera de Gotemburgo

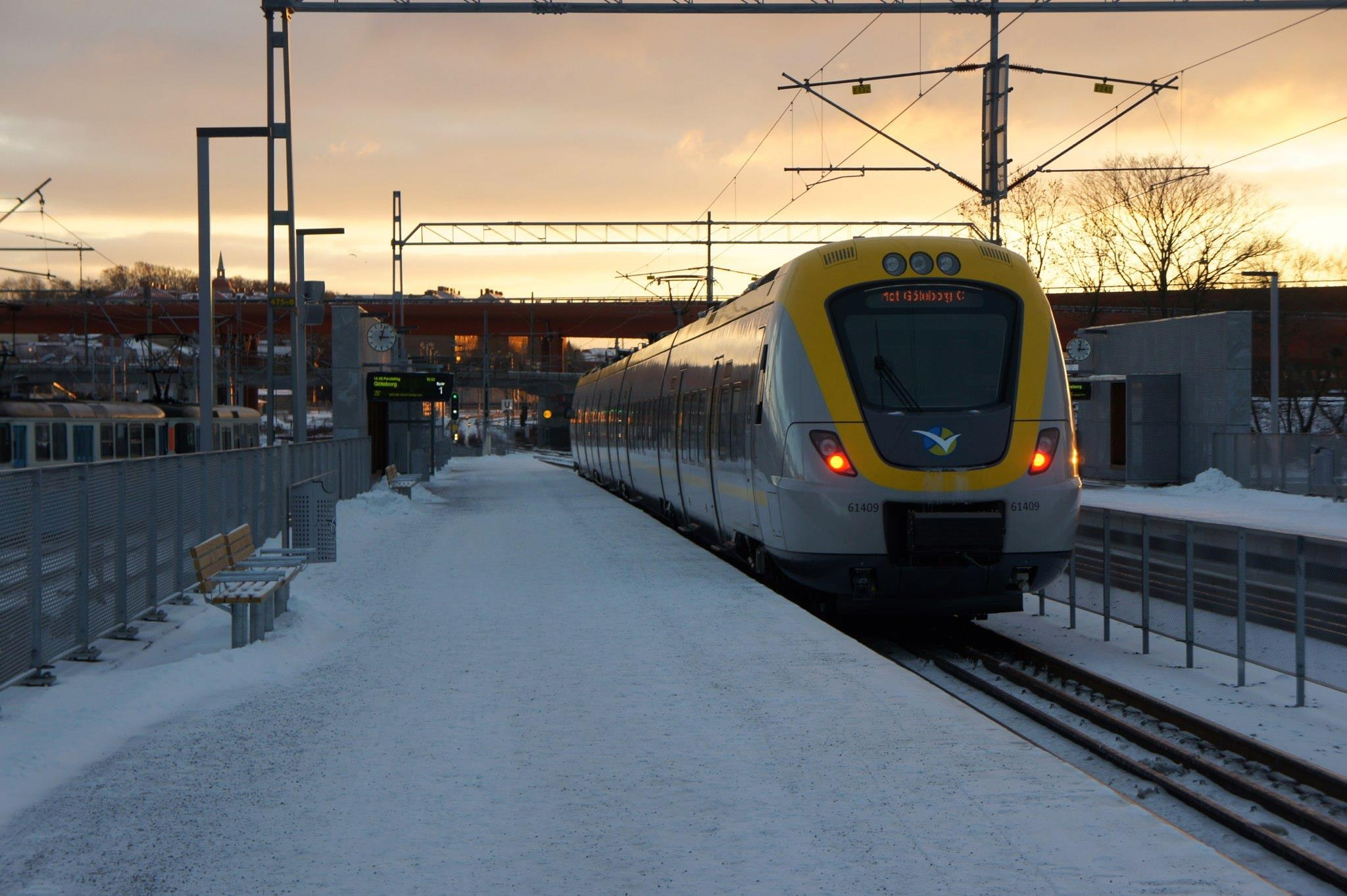
Tren pendular local

La Región de Västra Götaland (en sueco: Västra Götalandsregionen) es la entidad política y administrativa de la provincia de Västra Götaland.
La región y sus actividades son dirigidas a partir de las decisiones políticas tomas por los políticos electos para la Asamblea regional (Regionfullmäktige). 
Las diferentes áreas de actividad están organizadas en comisiones y empresas, todas dirigidas por direcciones políticas.
Entre las varias áreas de actividad están los hospitales, los centros de salud locales (Närhälsan), las clínicas de dentistas locales (Folktandvård), la Ópera de Gotemburgo y la empresa regional de transportes públicos Västtrafik.
El ”Director regional” (Regiondirektören) es responsable por la coordinación de las actividades de la región, siendo estas ejecutadas por 55 000 operarios.

## Áreas de competencias
La Región de Västra Götaland tiene como función la definición de políticas públicas y gestión de la asistencia médica, los transportes públicos y de varias instituciones culturales regionales. Está igualmente encargada de la planificación general de la región.

### Asistencia médica

#### Hospitales
Entre los hospitales tutelados o gestionados por la Región de Västra Götaland están:
- Hospital Universitario Sahlgrenska
- Hospital Regional de Södra Älvsborg
- Hospital de Alingsås
- Hospital Especial de Frölunda
- Hospital de Uddevalla
- Hospital de Mölndal
- Hospital Östra sjukhuset
- Hospital Central de Skövde

### Transportes públicos
La Región de Västra Götaland es propietaria de la empresa de transportes públicos Västtrafik.

### Instituciones culturales regionales
- Ópera de Gotemburgo (Göteborgsoperan)
- Orquesta Sinfónica de Gotemburgo (Göteborgs Symfoniker)
- Jardín Botánico de Gotemburgo (Göteborgs botaniska trädgård)
- Film i Väst

## Regiones político-administrativas de Suecia
Las regiones político-administrativas de Suecia (region) corresponden territorialmente a los condados de Suecia (län). Son un nivel intermedio entre el estado y los municipios (kommun).
En la Nomenclatura Común de las Unidades Territoriales Estadísticas de la Unión Europea, constituyen el nivel 3 (NUTS 3).  Estas regiones (region) coexisten dentro de los condados (län) con las administraciones regionales del estado (länsstyrelse). Mientras las regiones son órganos políticos responsables por la salud, transportes, cultura, etc., las administraciones regionales del estado son los órganos locales del estado responsables por el empleo, justicia, etc.

Referencias
1. ↑  «Västra Götalandsregionen» (en sueco). Consultado el 28 de novembro de 2019.
2. ↑  «Organisation och verksamhet (Organização e atividade)» (en sueco). Consultado el 12 de março de 2020.
3. ↑  «Det här gör VGR (Isto faz a RVG)» (en sueco). Archivado desde el original el 30 de septiembre de 2020. Consultado el 16 de marzo de 2020 de 28 de novembro de 2019.
4. ↑  Correspondence between the NUTS levels and the national administrative units (2007)
5. ↑  Lennart Lundquist. «Län» (en sueco).
6. ↑  Lennart Lundquist. «Länsstyrelse» (en sueco).
7. ↑  Agne Gustafsson. «Landsting» (en sueco).